# 765
Вижте пояснителната страница за други значения на 765.

## Починали
- Телец, български хан